# Gåstjärnen (Ytterhogdals socken, Hälsingland)
Gåstjärnen är en sjö i Härjedalens kommun i Hälsingland och ingår i Ljusnans huvudavrinningsområde.